# Marouan Felfel
 (avril 2024).
Si vous disposez d'ouvrages ou d'articles de référence ou si vous connaissez des sites web de qualité traitant du thème abordé ici, merci de compléter l'article en donnant les références utiles à sa vérifiabilité et en les liant à la section « Notes et références ».
En pratique : Quelles sources sont attendues ? Comment ajouter mes sources ?
Marouan Felfel, Marouan Falfel ou Marouen Falfel, né à Nabeul, est un homme politique tunisien, membre de l'Assemblée des représentants du peuple de 2016 à 2019.

## Biographie
Natif de Nabeul, il obtient une maîtrise en sciences comptables à l'Institut des hautes études commerciales de Carthage en Tunisie, puis un master en science du management de l'EM Lyon Business School ainsi qu'un MBA dans le cadre d'un programme d'échange à l'université de Wake Forest en Caroline du Nord, aux États-Unis.
Il devient ensuite consultant dans le domaine bancaire et financier pour plusieurs établissements de premier plan en France[Lesquels ?] et enseignant universitaire en finance[Où ?].
En 2016, figurant en deuxième position sur la liste de Nidaa Tounes dans la première circonscription de la France, il accède à l'Assemblée des représentants du peuple après la nomination de la tête de liste, Khaled Chouket, au gouvernement. Il rejoint dans la foulée le bloc parlementaire Al Horra qui regroupe les députés démissionnaires de son parti.
Outre son travail politique, il est également actif dans le domaine sportif en présidant le club omnisports du Stade nabeulien.